# Karl Johannessen
Karl Johannessen (Sarpsborg 1869-Leicester, 5 december 1904) was een Noors violist.

## Achtergrond
Hij was de zoon van Johan Johannessen en Nancy Johannessen (huwelijk 1870). Er werden minstens drie kinderen geboren: Charles, Hjalmar Johannessen en dus Karl. Nancy was hofleverancier van het meubilair van koning Oscar II van Zweden. Die meubelzaak zou uitgroeien tot een van de grootste van Stockholm.

## Muziek
Karl kreeg zijn muzikale opleiding in Zweden (samen Johan Halvorsen), en Duitsland bij Joseph Joachim. Hij werd gezien als dé Noorse violist na Ole Bull. Hij speelde vanaf zijn elfde al in de orkesten van de Kunglige Theatern en Kunglige Operan in Stockholm. Hij was van 1892 tot 1895 leider van Harmonien, het latere Bergen filhamroniske orkester. Na die tijd speelde hij binnen Europa. Hij verbleef aan het eind van zijn leven in Leicester, waar hij hoogleraar was en dirigent van het plaatselijk orkest. Zijn lichaam stond een verdere loopbaan in de weg, hij overleed op 35-jarige leeftijd.
Enkele concerten:
- 19 maart 1885: Stockholm, een leerlingenconcert met onder andere ook Johan Halvorsen waarbij het Octet van Johan Svendsen uitgevoerd werd;
- 7 december 1889: in Oslo speelde hij het tweede vioolconcert van Henryk Wieniawski met het orkest van Musikforeningen (voorloper Oslo Filharmoniske Orkester) onder leiding van Iver Holter
- 28 en 29 oktober 1893: Bergen: opnieuw met Halvorsen; Johannessen speelde zowel viool als altviool; een duettenavond
- 3 maart 1894: Begren: uitvoering van onder meer het Strijkkwartet van Halvorsen door Halvorsen, Hjalmar Rabe, Johannessen en John Grieg
- 17 mei 1894; Bergen, Halvorsen en Johannessen speelden de Passacaglia voor viool en altviool van Halvorsen
- 8 maart 1897: Afscheidsconcert uit Bergen in Bergen
- 27 maart 1897: in de concertzaal van Brødrene Hals eerste uitvoering van de Sonate in E-majeur voor viool en piano van Christian Sinding, samen met Erika Nissen.